# أماني ريديس الثانية
أماني ريديس الثانية هي أميرة نوبية ابنة الفرعون الكوشي طهارقة من الأسرة الخامسة والعشرين ، وتم تبنيها من قبل شبنؤبت الثانية بنت بعنخي ،  لتصبح المتعبدة الإلهية لآمون قي الفترة من حوالي 640 قبل الميلاد إلى 650 قبل الميلاد. خلال عهد الأسرة الخامسة والعشرين تبنت أماني ريديس الثانية نيتوكريس، ابنة إبسماتيك الأول ، لتصبح خليفتها.  يعتقد أنها قد تزوجت من نجل طهارقة ، الملك أتلانيرسا . 
| قبلها: شبنؤبت الثانية | المتعبدة الإلهية لآمون | بعدها: نيتوكريس الأولي |